# Planegger Straße 28/32

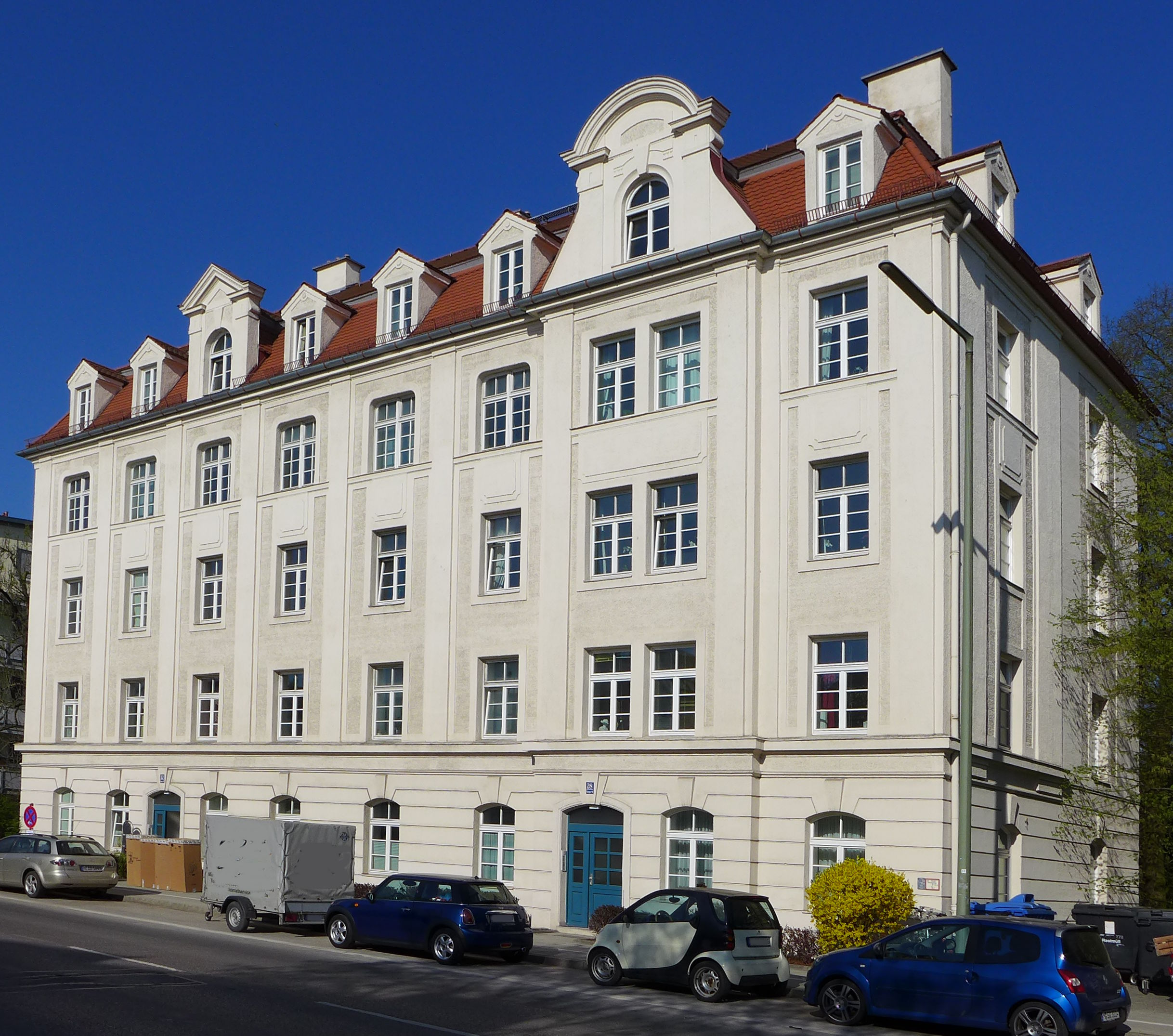
Gebäude Planegger Straße 28/32 im Stadtteil Pasing von München

Das Gebäude Planegger Straße 28/32 im Stadtteil Pasing der bayerischen Landeshauptstadt München wurde 1906 errichtet. Das Wohnhaus an der Planegger Straße ist ein geschütztes Baudenkmal.
Der Mietshausblock, ein viergeschossiger Mansardwalmdachbau mit Zwerchhaus-Risalit und Lisenengliederung über rustiziertem Erdgeschoss, wurde im historisierenden Stil nach Plänen des Architekten Paul Dietze für die Angestellten und Arbeiter der Papierfabrik München-Dachau, die ein Werk in Pasing besaß, errichtet.